# Bad Gleichenberg
Bad Gleichenberg ist eine Gemeinde mit 5227 Einwohnern (Stand 1. Jänner 2024) im Gerichtsbezirk Feldbach und dem politischen Bezirk Südoststeiermark und ein Kurort im südöstlichen Hügelland der Steiermark.

## Geografie

### Geografische Lage
Bad Gleichenberg liegt etwa 42 km südöstlich der Landeshauptstadt Graz und 9 km südlich von Feldbach am Ostrand des Steirischen Hügellandes. Zwischen diesen fast parallelen Hügelketten der Riedel entwässern fast alle Bäche nach Süden zur Mur, die ihrerseits zum Flusssystem Drau/Donau gehört. Nur jenseits der Gleichenberger Kogeln fließt ein Bach nach Norden zur Raab.

### Geologie
Geologisch ist die Umgebung geprägt durch den Wechsel zwischen jungtertiärem Hügelland, quartären Sedimenten in den Paralleltälern und der oststeirischen Vulkankette des Miozän. Zu Letzterer gehören die Doppelgipfel der Gleichenberge (598 m) direkt nördlich des Ortes und der Stradnerkogel (609 m) etwa 3 km im Süden. Sie sind Teil der langgestreckten transdanubischen Vulkanregion, die von Slowenien über das Hügel- und Burgenland (Pauliberg) in die pannonische Tiefebene reicht.

„Gleichenberg, Badeort in Steiermark, Bezirkshauptmannschaft Feldbach, liegt 330 m ü. M. in anmutigem Hügelland nahe der ungarischen Grenze, ist ein Komplex eleganter, in Parkanlagen zerstreuter Villen und hat ein Schloß, eine schöne Kirche, ein Fremdenhospital, ein Theater und mit dem Dorf gleichen Namens (1880) 1411 Einwohner. Von den bereits den Römern bekannten Heilquellen von G. hat der Hauptbrunnen, die Konstantinquelle (17,5 °C), im Allgemeinen dieselbe Zusammensetzung wie die Emser Quellen bei stärkerem Prozentgehalt an kohlen-saurem Natron und Chlornatrium und ist wie diese angezeigt gegen die Katarrhe aller Schleimhäute und zwar zunächst gegen jene der Verdauungswege sowie weiterhin mit Rücksicht aus das milde, wind-stille, feuchtwarme Klima gegen jene der Luftwege mit ihren Folgezuständen. Außer den alkalisch muriatischen Quellen des Kurortes selbst (Konstantin-, Emma-, Werlequelle, Römerbrunnen) entspringt in dessen Nähe die gegen Chlorose renommierte Klausener Stahlquelle und der als Luxusgetränk beliebte und vielversandte Johannisbrunnen, ein alkalischer Säuerling. Der Export sämtlicher Quellen beträgt ca. 250,000 Flaschen, der jährliche Besuch des Kurortes 4200 Personen. Andre Kurmittel sind: kohlensaure Bäder, Fichtennadelbäder und Inhalationen, Schwimmbassin mit Kaltwasserheilanstalt, Milch- und Molkenkur etc. G. mit seiner Umgebung ist reich an schönen Punkten, darunter das Erzherzog Johann Monument, der Parapluie mit Rundsicht, das alte Schloß G., der vulkanische, bewaldete Doppelkegel der Gleichenberge, der imposante Felsen der Riegersburg mit schönem Schloß, der Schloßberg von Kapfenstein und das Basaltplateau des Hochstraden. Vgl. die Badeschriften über G. von Hausen (Wien 1882), Clar (das. 1886), Höffinger (Graz 1885).“

### Gemeindegliederung
Das Gemeindegebiet gliedert sich in elf Ortschaften (in Klammern Einwohnerzahl, Stand 1. Jänner 2024):
- Bad Gleichenberg (1593) mit Grünwald, Sulz und Wierberg
- Bairisch Kölldorf (977) mit Absetz, Galgegg, Graben, Hansa, Kohlleiten, Muhrn, Peckl, Schern, Schneeberg, Stein, Steinbergen, Sulzberg und Wierberg
- Gleichenberg Dorf (624) mit Bernreith, Steinriegl-Absetz, Vausulz und Wiesenthal
- Haag (170) mit Haagergreith
- Hofstätten (109)
- Klausen (158)
- Merkendorf (Steiermark) (379) mit Kogelfeld
- Steinbach (207) mit Holzbauern
- Trautmannsdorf in Oststeiermark (698) mit Aichelzeil, Blödenbach, Hochegg, Kirchenberg, Kühgraben, Liergl und Meißl
- Waldsberg (208) mit Frauenberg, Kaargebirge und Pauga
- Wilhelmsdorf (104) mit Stöckelgrund

Die Gemeinde besteht aus neun Katastralgemeinden (Fläche: Stand 31. Dezember 2023):
- Bad Gleichenberg (379,06 ha)
- Bairisch Kölldorf (641,93 ha)
- Gleichenberg Dorf (996,66 ha)
- Haag (153,17 ha)
- Hofstätten (124,88 ha)
- Merkendorf (534,37 ha)
- Trautmannsdorf (607,78 ha)
- Waldsberg (239,24 ha)
- Wilhelmsdorf (195,81 ha)

Die Gemeinde bildet gemeinsam mit der Gemeinde Kapfenstein den Tourismusverband „Region Bad Gleichenberg“, dessen Sitz ist in Bad Gleichenberg.

### Eingemeindungen

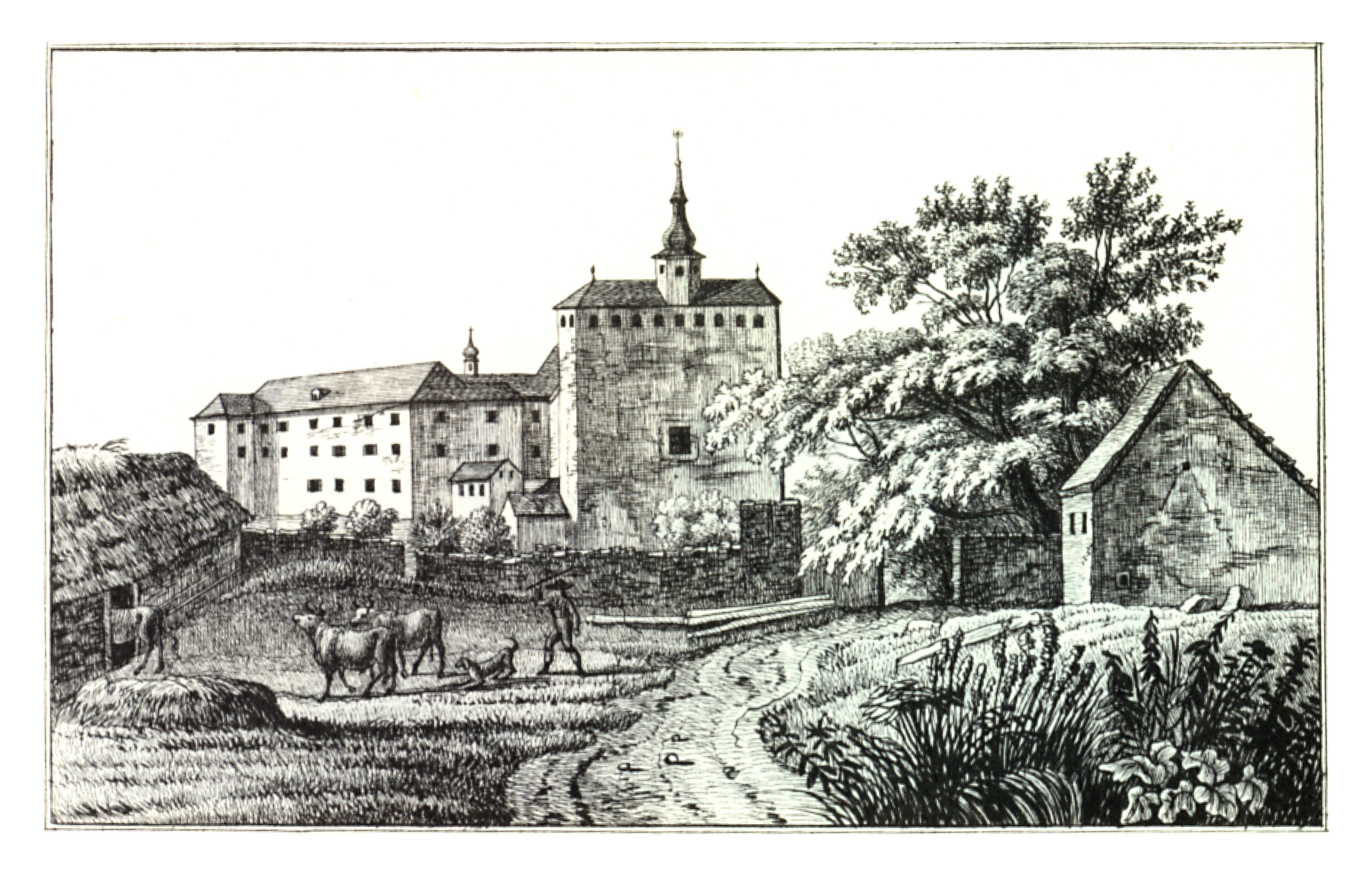
Schloss Gleichenberg, Lith. 1830

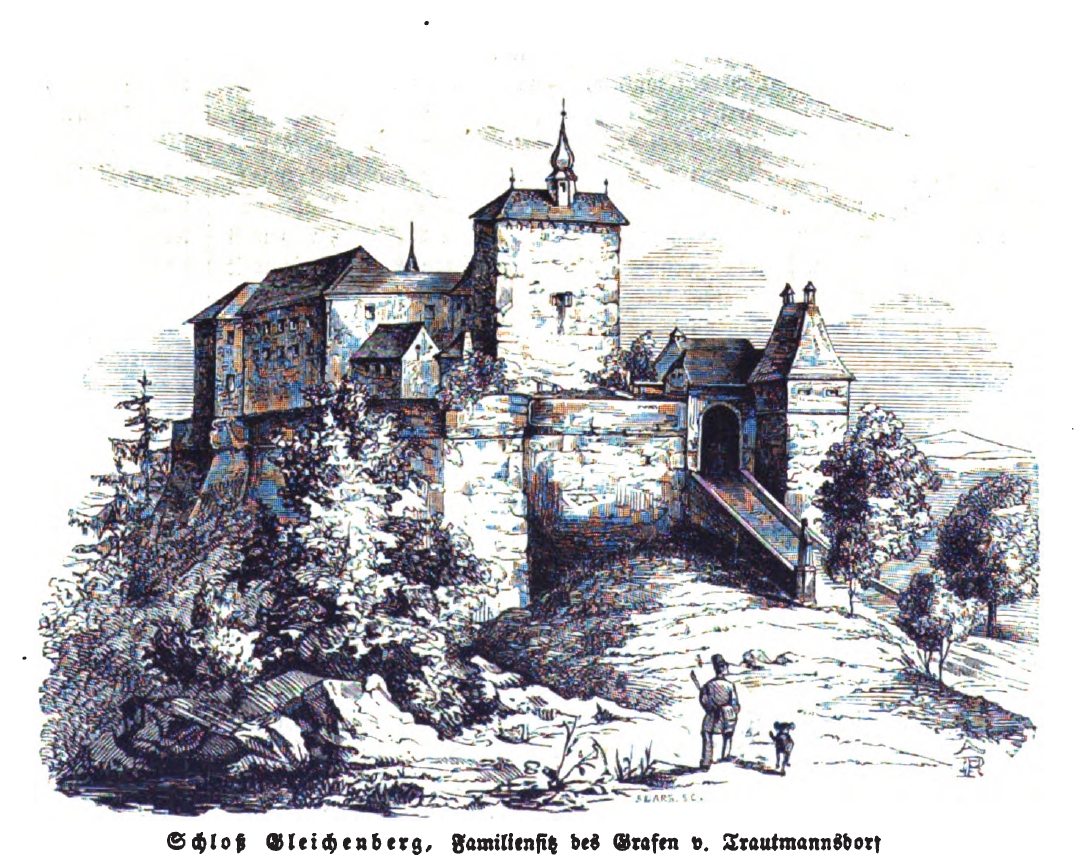
Schloss Gleichenberg, 1844

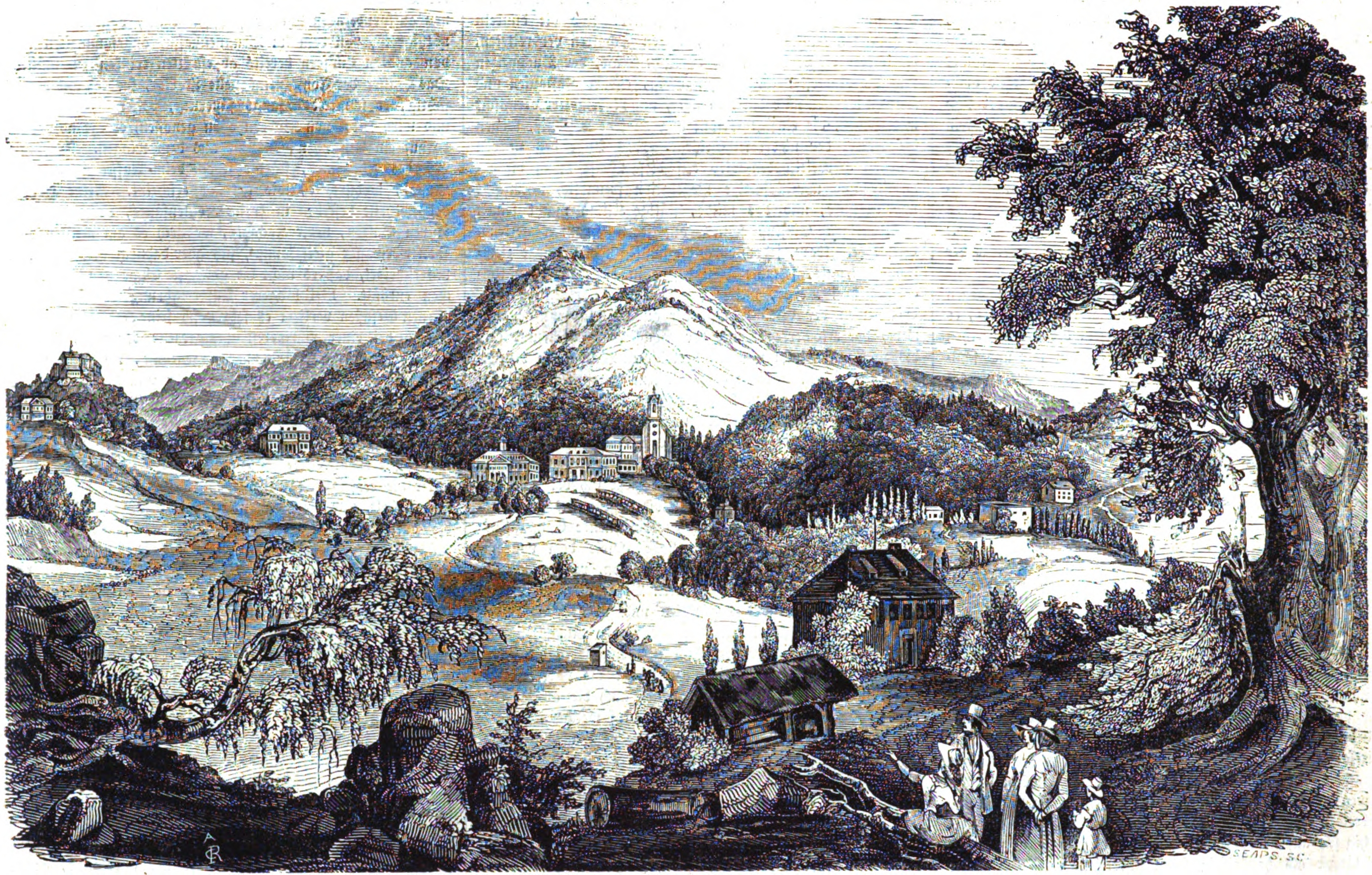
Ansicht des Kurorts Gleichenberg, 1844

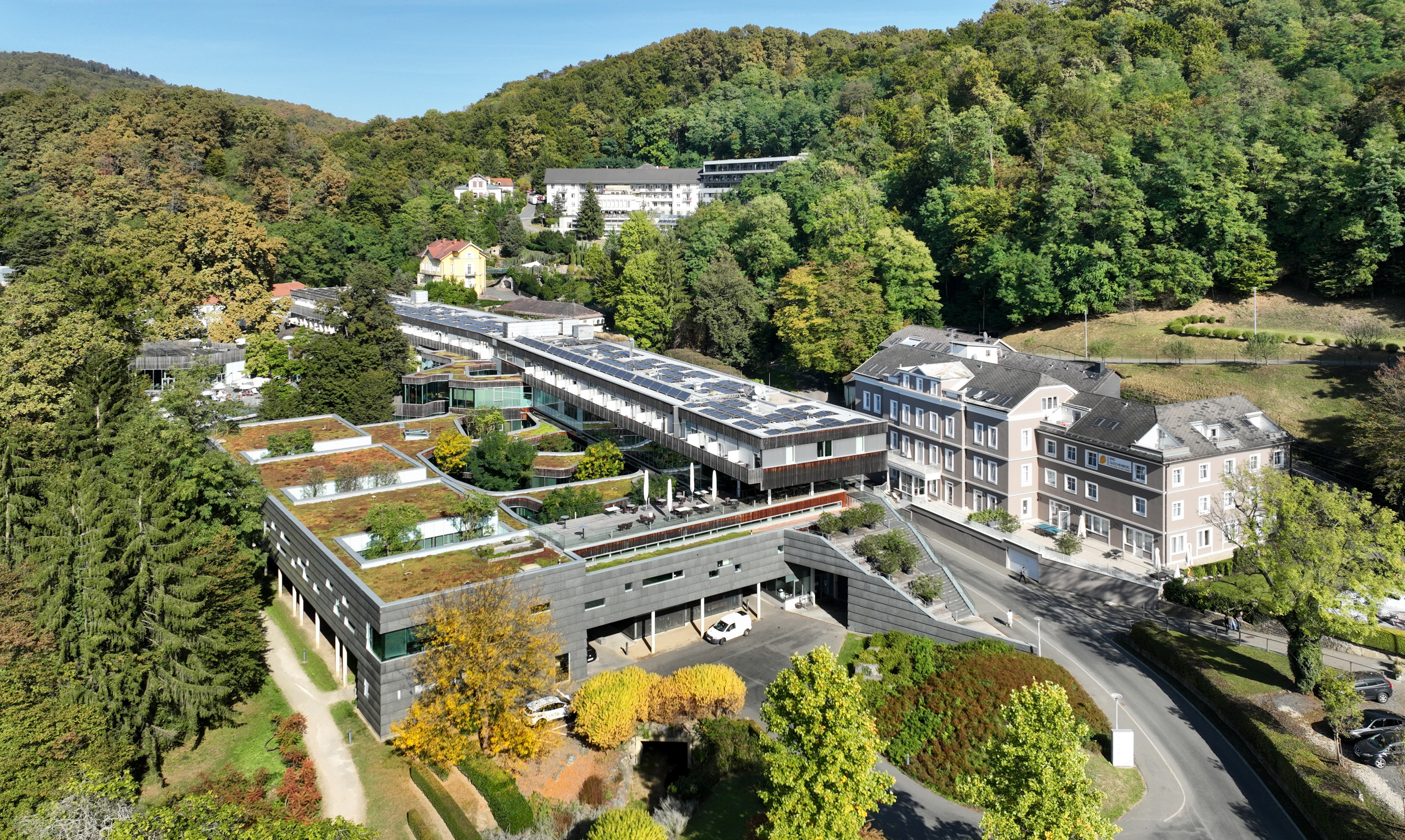
Kurhaus mit Hotel an der Therme sowie dem Klinikum Bad Gleichenberg

Mit 1. Jänner 1968 wurden die früheren Gemeinden Bad Gleichenberg (Kurbad seit 1926) und Dorf Gleichenberg zusammengelegt. Mit 1. Jänner 2015 wurde Bad Gleichenberg im Rahmen der Gemeindestrukturreform in der Steiermark mit den Gemeinden Bairisch-Kölldorf, Merkendorf und Trautmannsdorf in Oststeiermark zusammengeschlossen. Die neue Gemeinde führt den Namen „Bad Gleichenberg“ weiter.

### Nachbargemeinden
|      | Feldbach                                    | Kapfenstein         |
| Gnas | Kompassrose, die auf Nachbargemeinden zeigt |                     |
|      | Straden                                     | Sankt Anna am Aigen |

## Geschichte
Erste Siedlungsspuren reichen in die Jungsteinzeit zurück und haben vermutlich mit der guten Wasserqualität zu tun. Vor etwa 5.000 Jahren entstand am Wickenberghügel beim heutigen Ortszentrum ein kleines Dorf, das älteste bisher entdeckte Dorf der Steiermark. Aus der Pfahlbauzeit wurden 1872 einige Tongefäße, Steinäxte und -Hämmer entdeckt.
Die Gleichenberger Heilquellen wurden zumindest seit der Römerzeit genützt. Vom sogenannten Römerbrunnen fand man 1845 in vier Meter Tiefe einen guterhaltenen Brunnenkranz, darunter 74 römische Münzen und 12 versteinerte Haselnüsse aus dem 1. bis 3. Jahrhundert n. Chr.
Die Burg Gleichenberg (Burg Alt-Gleichenberg) wurde erstmals 1185 als Glichenberch unter einem Burgverwalter Hermann erwähnt. Sie stand seit etwa 1170 nördlich der Klausenschlucht. Die Niederschlagung der steirische Adelsverschwörung brachte 1268 die Zerstörung der Burg. Überreste der Burg sind heute als Meixnerstube erkennbar. Von 1292 mit Verpfändung bis 1312 ging die Herrschaft Gleichenberg von den Herren von Wildon in den Besitz der Herren von Walsee über.
Im 14. Jahrhundert errichteten die Walseer gegenüber der alten ehemaligen Burg südlich der Klause die Burg Neu-Gleichenberg. Sie kam 1581 in den Besitz der Familie Trauttmansdorff, wurde durch einige Hexenprozesse (crimen Magiae) bekannt und im 17. Jahrhundert zum Schloss ausgebaut. Durch Kriegshandlungen schwer beschädigt, wurde es nach 1945 von der Familie Stubenberg erworben, aber durch eine Feuersbrunst 1983 endgültig zerstört.

### Entwicklung zum Kurort
Von 1830 bis 1848 war Matthias Constantin Capello Reichsgraf von Wickenburg (1794–1880) Gouverneur der Steiermark. 1833 machte ihn der Grazer Arzt Werlè (ein Schwager Erzherzog Johanns) auf die Quellen und ihre Heilwirkung aufmerksam. Graf Wickenburg war von der landschaftlichen Schönheit und dem milden Klima des Ortes sofort angetan und beschloss, ihn als Kurort allgemein zugänglich zu machen.
Den Grundstein zum Curbad Gleichenberg legte Wickenburg, ein enger Freund des Fürsten Metternich, bereits am 10. Mai 1834. 1841 begann der Bau der Kirche (fertiggestellt 1845) und des Klosters Bad Gleichenberg, 1888 wurde beides den Franziskanern übergeben. Doch erst 1940 wurde Gleichenberg eine selbständige, von den Franziskanern betreute Pfarre.
Die Entstehungszeit von Bad Gleichenberg liegt im Biedermeier. Die Gründung fällt in die Regierungszeit von Kaiser Franz I., als sich der Ort entfaltete regiert Kaiser Franz Joseph I.
Am 22. Juni 1926 wurde dem Kurort das Beiwort Bad verliehen.
Am 1. Mai 2008 wurde das neue Heilbad mit Kurhaus und Hotel (Life Medicine Resort des Kurhaus Bad Gleichenberg) eröffnet. Nach wie vor steht die Behandlung von Erkrankungen der Luft- und Atemwege sowie der Haut (Neurodermitis und Schuppenflechte) im Mittelpunkt. Ein Novum stellt die Kältekammer zur Behandlung von Schmerzen des Bewegungsapparates und Migräne dar. Der Patient hält sich bei dieser Therapie etwa drei Minuten bei minus 110 Grad auf, um seine Schmerzen zu lindern.

### Bevölkerungsentwicklung
| Bad Gleichenberg: Einwohnerzahlen von 1869 bis 2024 | Bad Gleichenberg: Einwohnerzahlen von 1869 bis 2024 | Bad Gleichenberg: Einwohnerzahlen von 1869 bis 2024 | Bad Gleichenberg: Einwohnerzahlen von 1869 bis 2024 | Bad Gleichenberg: Einwohnerzahlen von 1869 bis 2024 |
| --------------------------------------------------- | --------------------------------------------------- | --------------------------------------------------- | --------------------------------------------------- | --------------------------------------------------- |
| Jahr                                                |                                                     |                                                     |                                                     | Einwohner                                           |
| 1869                                                | 1869                                                |                                                     | 3.754                                               | 3.754                                               |
| 1880                                                | 1880                                                |                                                     | 4.336                                               | 4.336                                               |
| 1890                                                | 1890                                                |                                                     | 4.718                                               | 4.718                                               |
| 1900                                                | 1900                                                |                                                     | 4.495                                               | 4.495                                               |
| 1910                                                | 1910                                                |                                                     | 4.271                                               | 4.271                                               |
| 1923                                                | 1923                                                |                                                     | 4.058                                               | 4.058                                               |
| 1934                                                | 1934                                                |                                                     | 4.171                                               | 4.171                                               |
| 1939                                                | 1939                                                |                                                     | 4.110                                               | 4.110                                               |
| 1951                                                | 1951                                                |                                                     | 4.323                                               | 4.323                                               |
| 1961                                                | 1961                                                |                                                     | 4.395                                               | 4.395                                               |
| 1971                                                | 1971                                                |                                                     | 4.701                                               | 4.701                                               |
| 1981                                                | 1981                                                |                                                     | 4.633                                               | 4.633                                               |
| 1991                                                | 1991                                                |                                                     | 4.883                                               | 4.883                                               |
| 2001                                                | 2001                                                |                                                     | 5.174                                               | 5.174                                               |
| 2011                                                | 2011                                                |                                                     | 5.302                                               | 5.302                                               |
| 2021                                                | 2021                                                |                                                     | 5.209                                               | 5.209                                               |
| 2024                                                | 2024                                                |                                                     | 5.227                                               | 5.227                                               |
| Quelle(n): Statistik Austria, Gebietsstand 1.1.2021 |                                                     |                                                     |                                                     |                                                     |

## Kultur und Sehenswürdigkeiten
Bad Gleichenberg
- Katholische Pfarrkirche Bad Gleichenberg hl. Matthias
- Franziskaner-Hospiz Bad Gleichenberg
- Römerbrunnen Bad Gleichenberg
- Der Kurpark von Bad Gleichenberg[5] (Lage) hat eine Größe von 20 ha, er wurde 2016 zum schönsten Landschaftsgarten Österreichs gekürt (Denkmalschutz als Parkanlage). Er wurde ab 1837 von Emma Gräfin von Wickenburg (geb. Gräfin Grimaud d´Orsay) nach Plänen des Feldmarschall Baron von Welden angelegt. In Park stehen das heutige Kurhaus, denkmalgeschützte Teile des alten Kurhotels, die Villa Wickenburg
- Brunnenhaus Bad Gleichenberg heute Curmuseum und ein alter Eiskeller.
- In Bad Gleichenberg befindet sich auch ein 9-Loch-Golfplatz, der 1998 umgebaut wurde. Die Golfsaison läuft von März bis November.
- Styrassic Park, ein Dinosaurierpark, und Gleichenberger Schlucht.

Trautmannsdorf
- Katholische Pfarrkirche Trautmannsdorf hl. Michael

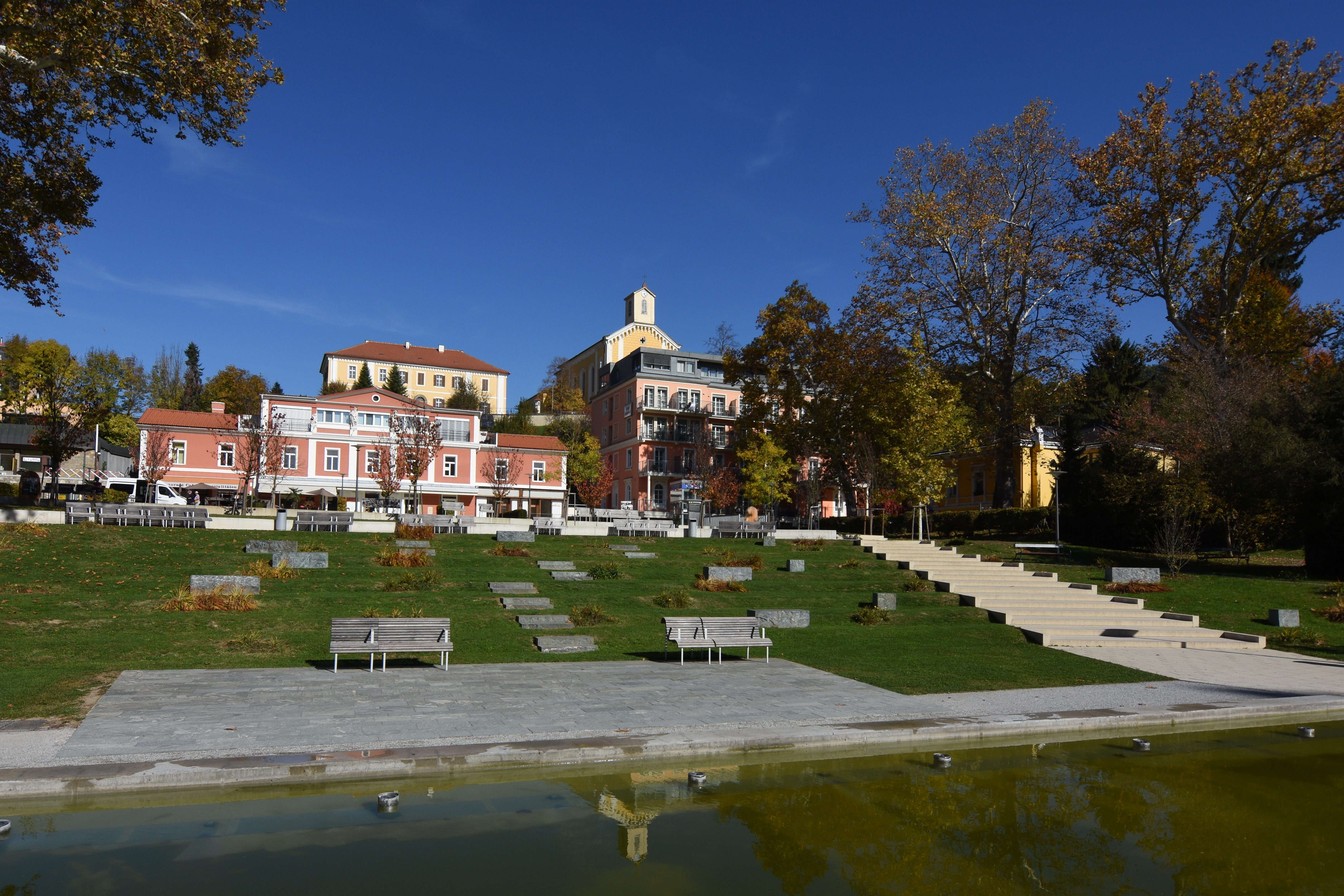
Kurpark
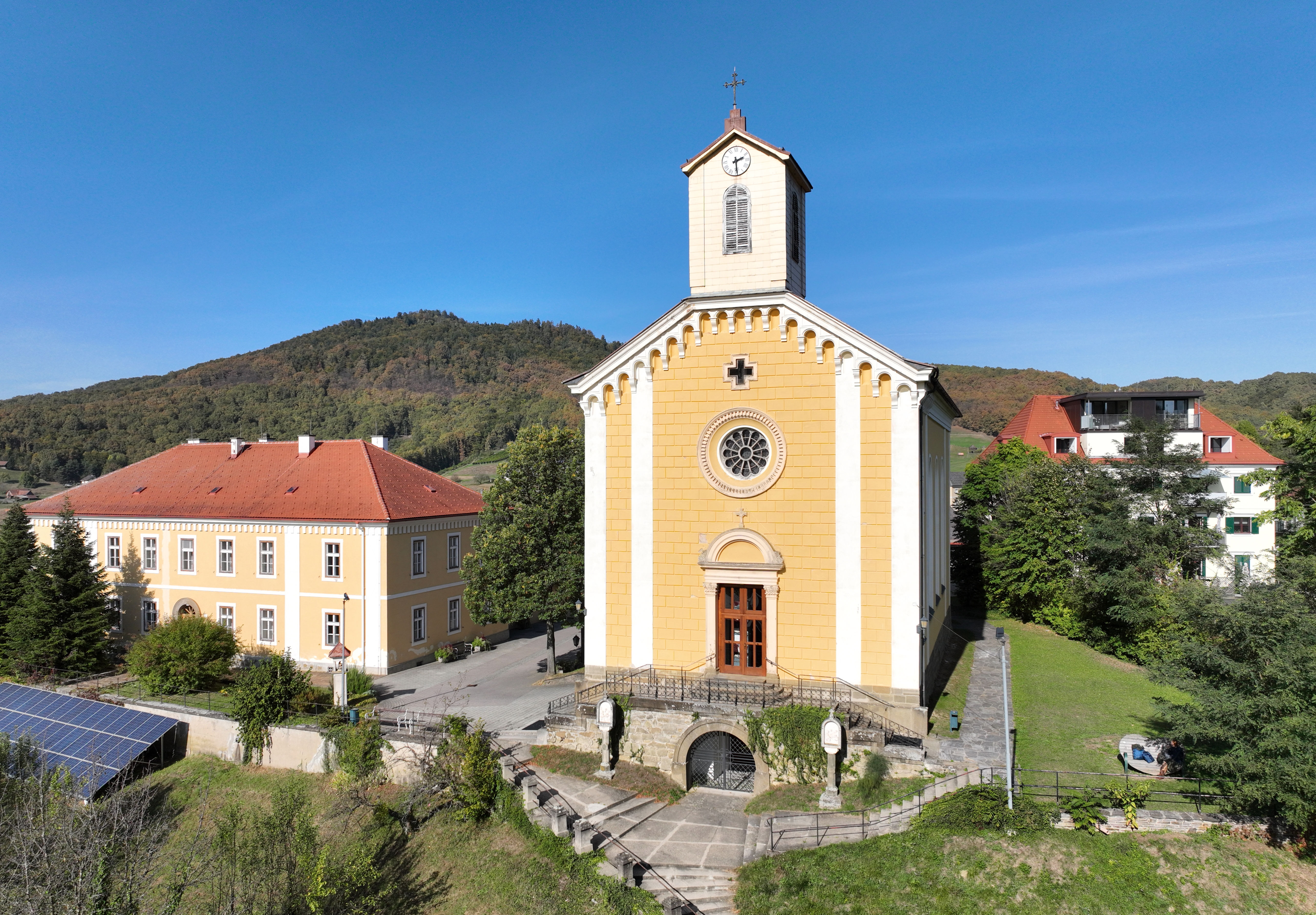
röm.-kath. Pfarrkirche hl. Matthias mit ehemaligem Klostergebäude
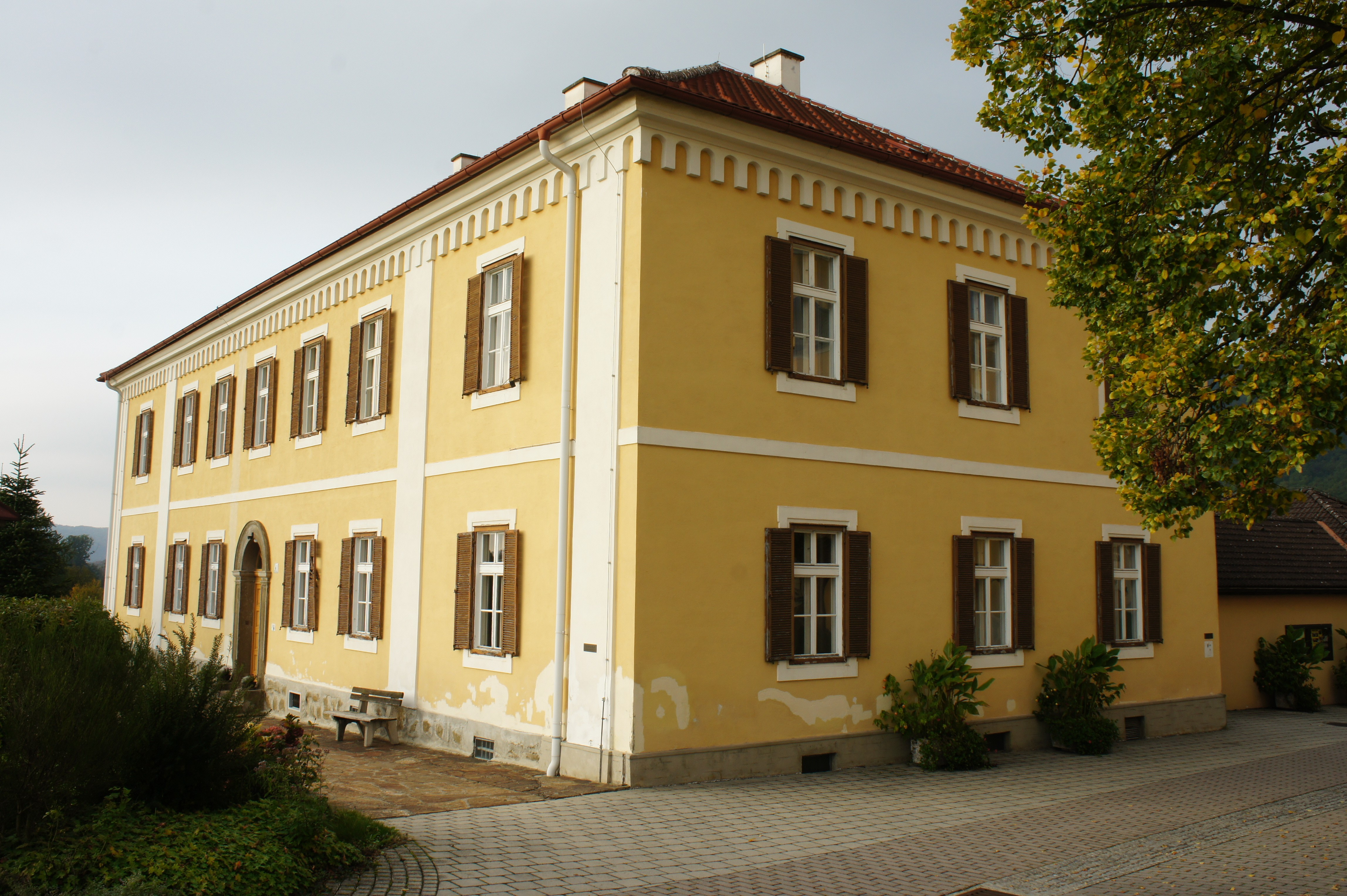
Franziskanerhospiz
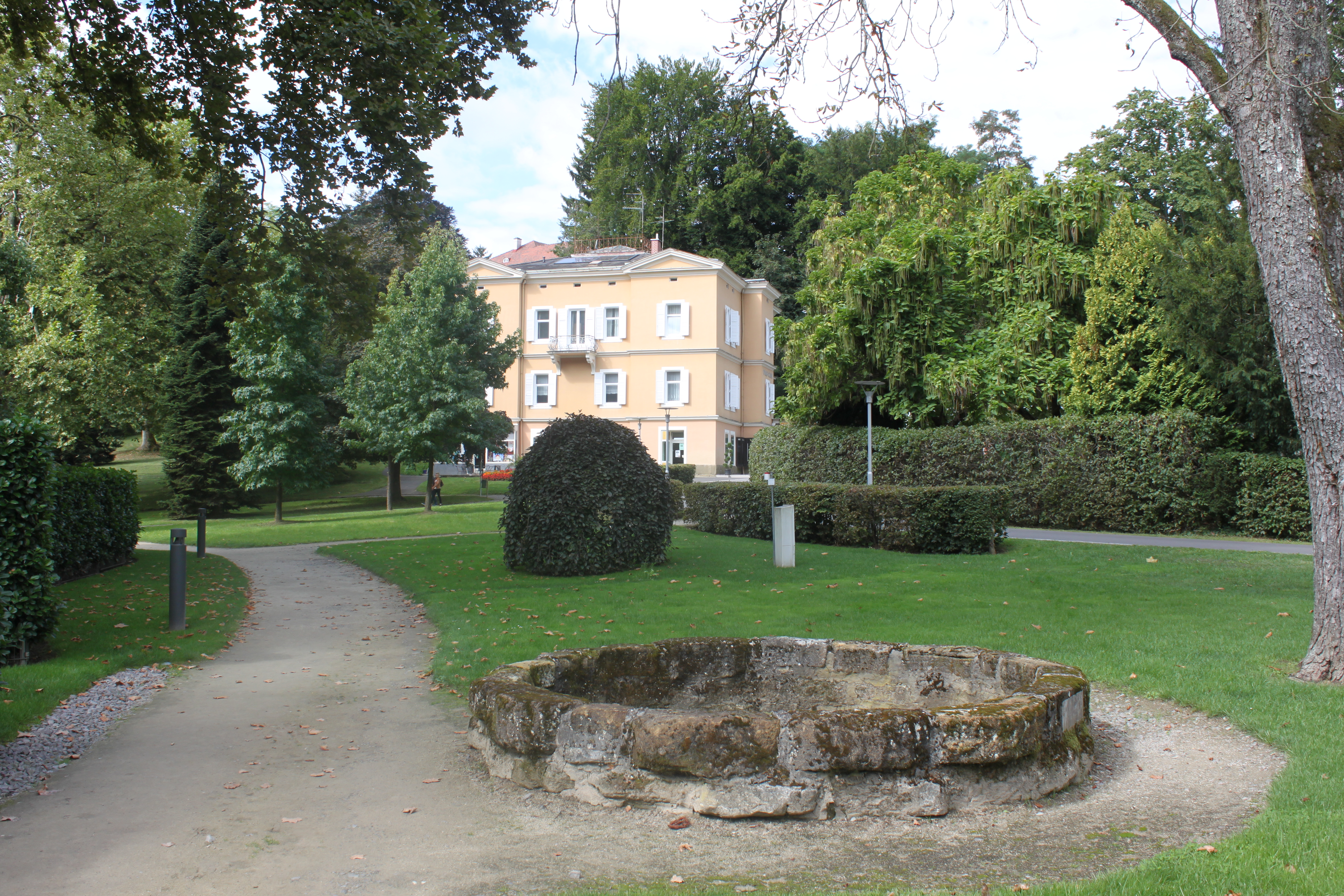
Römerbrunnen im Kurpark nähe Brunnenhaus
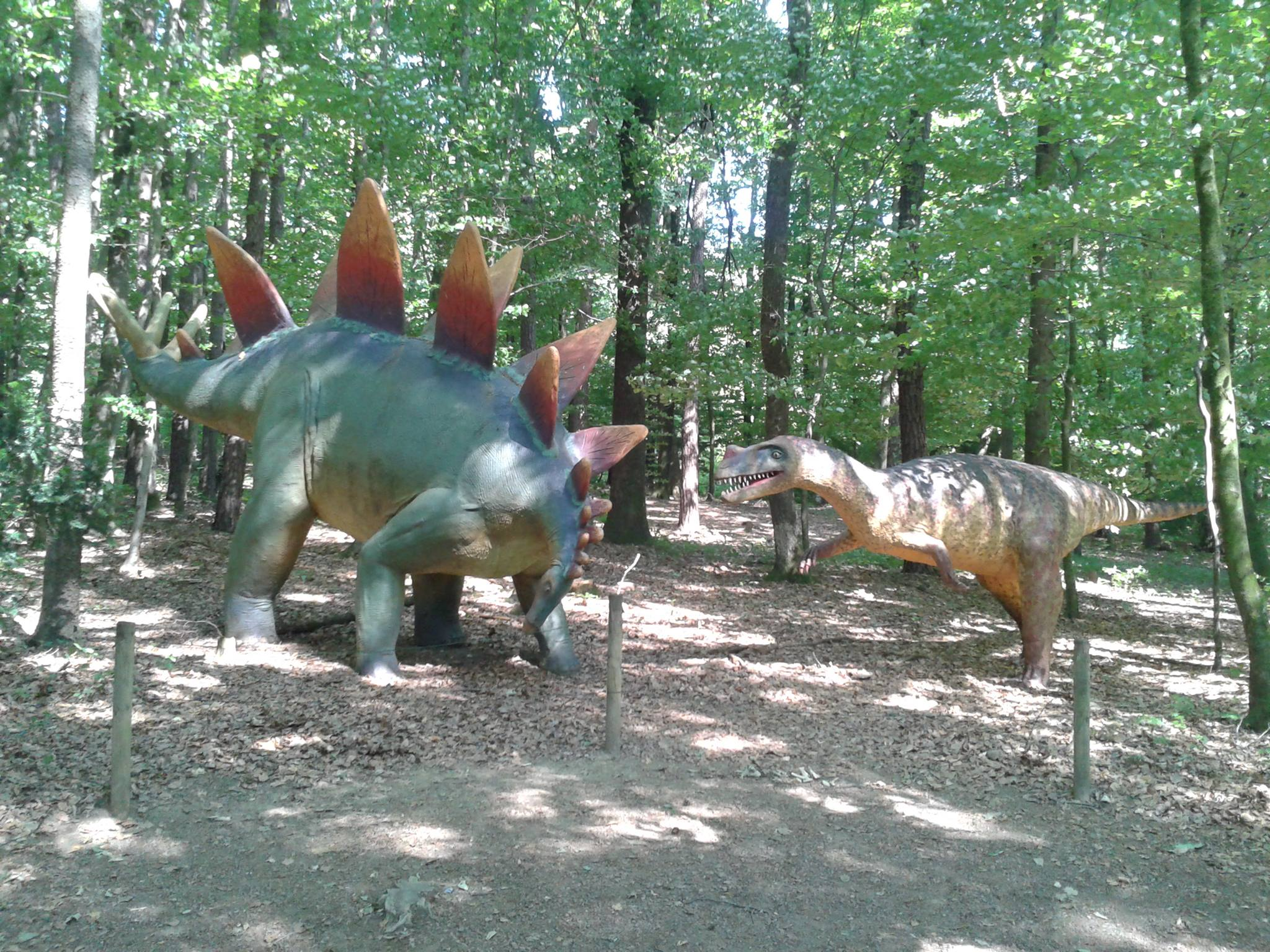
Styrassic Park
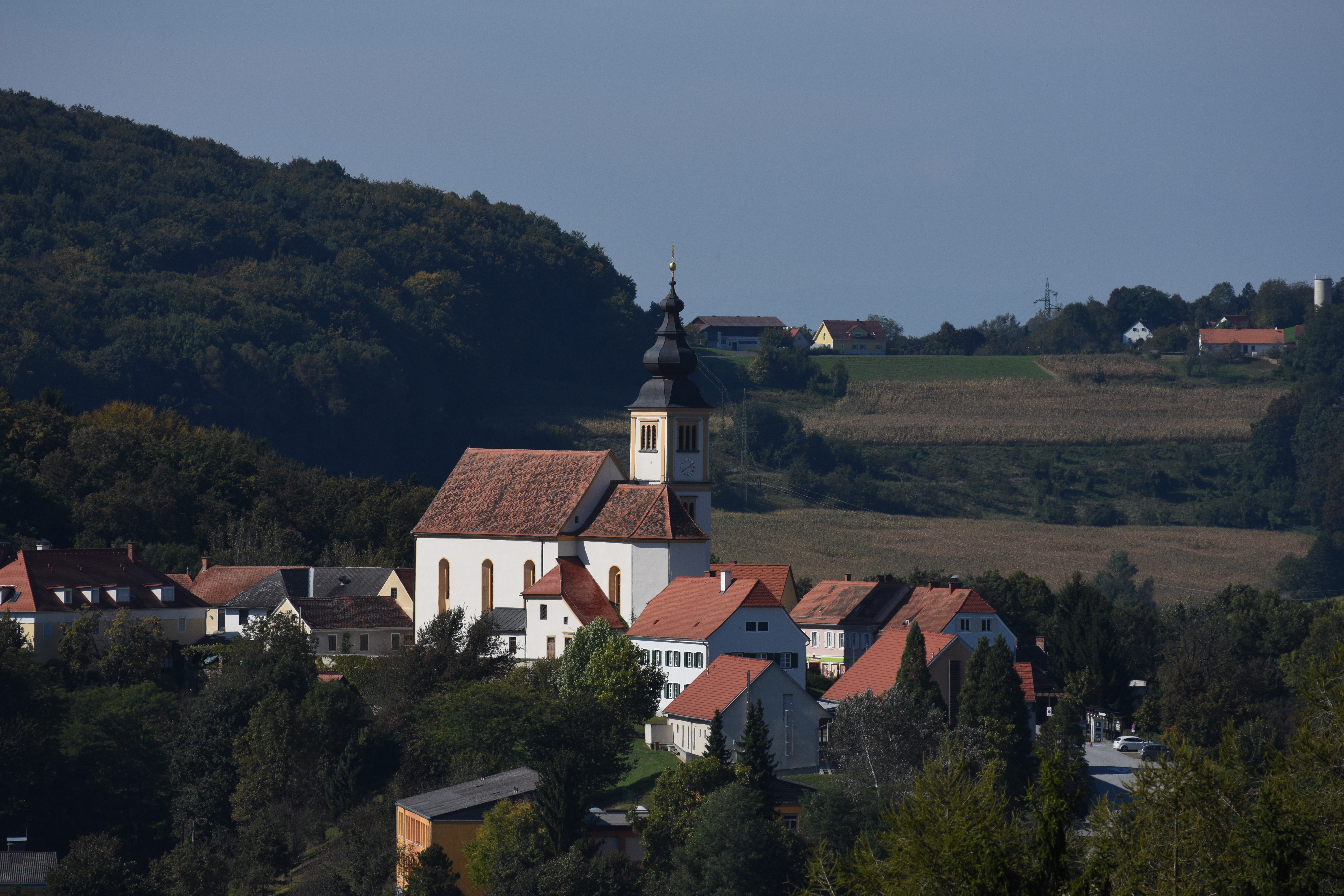
Pfarrkirche im Ort Trautmannsdorf

## Wirtschaft und Infrastruktur

### Verkehr
- Sammeltaxi: In Bad Gleichenberg wurde ein Anruf-Taxi-System eingeführt. Von gekennzeichneten Haltestellen kann zum Fahrpreis von 3,50 Euro jeder beliebige Ort innerhalb des Gemeindegebietes angefahren werden (Stand 2021).[6]
- Eisenbahn: Der Ort ist Endpunkt der Landesbahn Feldbach–Bad Gleichenberg.[7]

### Öffentliche Einrichtungen
An der südlichen Ortsausfahrt befindet sich das gemeinsame Einsatzzentrum der Freiwilligen Feuerwehr Bad Gleichenberg und des Roten Kreuzes sowie der Stützpunkt der Hauskrankenpflege.
- Die Freiwillige Feuerwehr Bad Gleichenberg wurde im Jahr 1872 gegründet. Im Jahr 2008 wurde das neue Einsatzzentrum im südlichen Gemeindegebiet bezogen. Seit 2009 ist sie der Stützpunkt für gefährliche Stoffe der beiden Bereichsfeuerwehrverbände Feldbach und Radkersburg.
- Am 1. Juli 1999 wurde die Außenstelle Rotes Kreuz Bad Gleichenberg mit einem Fahrzeug in Betrieb genommen. Die Außenstelle zählte zur Ortsstelle Feldbach. Seit 1. Jänner 2007 ist sie eine selbstständige Ortsstelle für die Sanitätsgemeinden: Bad Gleichenberg, Bairisch Kölldorf, Merkendorf, Trautmannsdorf, Gossendorf und Stainz bei Straden. Bis zum 15. Juni 2008 war die Ortsstelle in den Räumlichkeiten der Gleichenberger AG untergebracht. Danach wurden die neuen Diensträume im Einsatzzentrum Bad Gleichenberg bezogen.

### Bildung
In Bad Gleichenberg befindet sich eine Außenstelle der Fachhochschule Joanneum, Tourismusschulen Bad Gleichenberg und eine Landesberufsschule. Ferner ist Bad Gleichenberg Standort einer Neuen Mittelschule. Volksschulen existieren in Bad Gleichenberg und Trautmannsdorf, Kindergärten in Bad Gleichenberg, Merkendorf, Trautmannsdorf und Bairisch Kölldorf.

## Politik

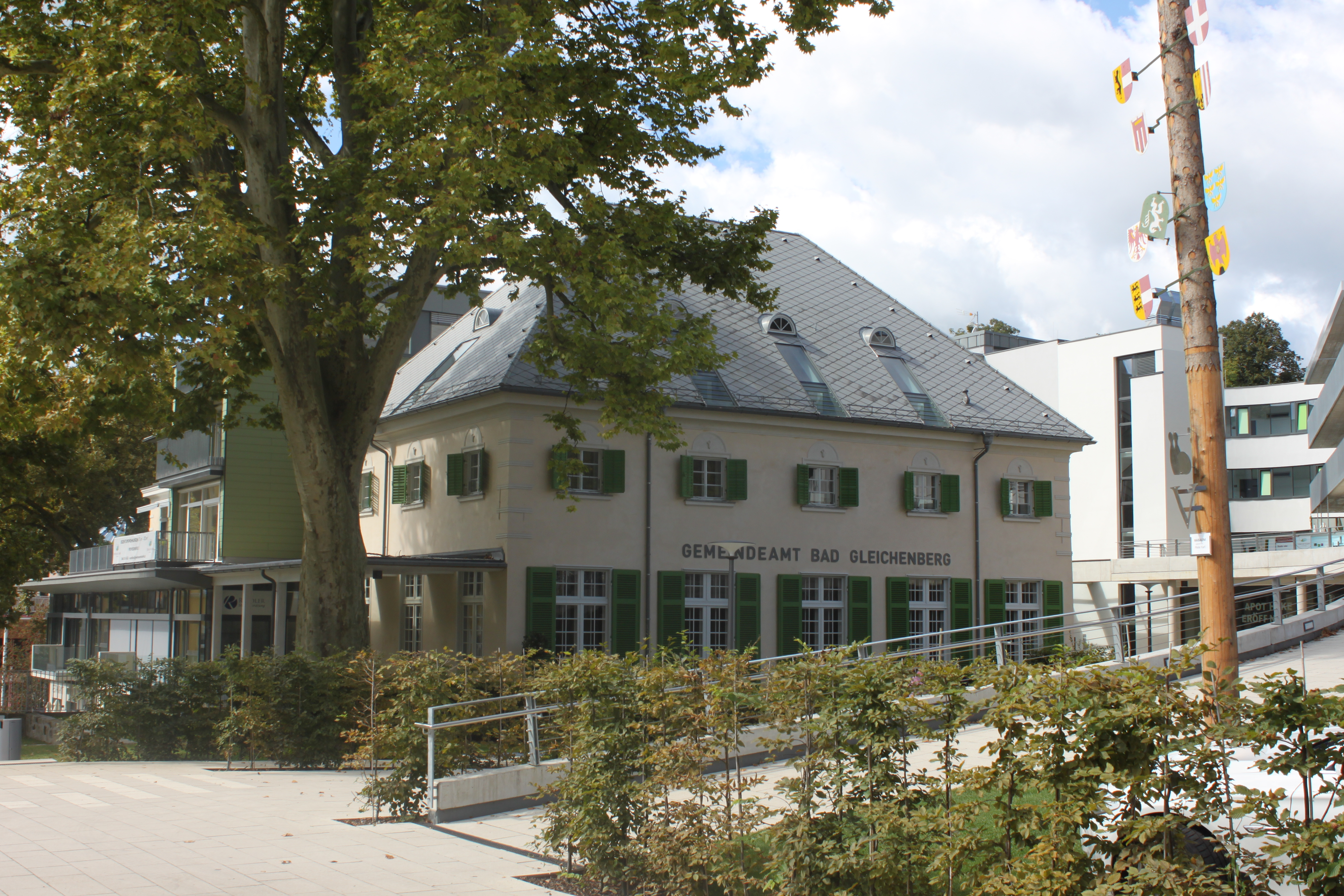
Gemeindeamt

### Bürgermeister
Bürgermeister der Gemeinde ist Michael Karl (ÖVP).
Dem Gemeindevorstand gehören weiters der erste Vizebürgermeister Michael Wagner (FPÖ), der zweite Vizebürgermeister Siegfried Wassertheurer (ÖVP), der Gemeindekassier Reinhard Wurzinger (ÖVP) und Robert Reitbauer (FPÖ) an.

### Gemeinderat
Der Gemeinderat besteht aus 25 Mitgliedern und setzt sich nach der Gemeinderatswahl 2020 aus Mandaten der folgenden Parteien zusammen:
- 12 ÖVP
- 02 SPÖ
- 010 FPÖ und
- 01 Die Grünen Bad Gleichenberg

Die letzten Gemeinderatswahlen brachten die folgenden Ergebnisse:
| Partei          | 2020                          | 2020                          | 2020                          | 2015                          | 2015                          | 2015                          | 2010          | 2010          | 2010          | 2010             | 2010             | 2010             | 2010             | 2010             | 2010             | 2010             | 2010             | 2010             |
| Partei          | Großgemeinde Bad Gleichenberg | Großgemeinde Bad Gleichenberg | Großgemeinde Bad Gleichenberg | Großgemeinde Bad Gleichenberg | Großgemeinde Bad Gleichenberg | Großgemeinde Bad Gleichenberg | B. Gleichenb. | B. Gleichenb. | B. Gleichenb. | Bair. Kölldorf   | Bair. Kölldorf   | Bair. Kölldorf   | Merkendorf       | Merkendorf       | Merkendorf       | Trautmannsd.     | Trautmannsd.     | Trautmannsd.     |
| Partei          | Stimmen                       | %                             | Mandate                       | St.                           | %                             | M.                            | St.           | %             | M.            | St.              | %                | M.               | St.              | %                | M.               | St.              | %                | M.               |
| --------------- | ----------------------------- | ----------------------------- | ----------------------------- | ----------------------------- | ----------------------------- | ----------------------------- | ------------- | ------------- | ------------- | ---------------- | ---------------- | ---------------- | ---------------- | ---------------- | ---------------- | ---------------- | ---------------- | ---------------- |
| ÖVP             | 1383                          | 49                            | 13                            | 1747                          | 48                            | 12                            | 734           | 53            | 9             | 208              | 28               | 2                | 450              | 52               | 8                | 115              | 19               | 1                |
| SPÖ             | 0851                          | 30                            | 8                             | 1214                          | 33                            | 09                            | 396           | 29            | 4             | 540              | 72               | 7                | 318              | 37               | 6                | 492              | 81               | 8                |
| FPÖ             | 0395                          | 14                            | 03                            | 0480                          | 13                            | 03                            | 128           | 09            | 1             | nicht kandidiert | nicht kandidiert | nicht kandidiert | 093              | 11               | 1                | nicht kandidiert | nicht kandidiert | nicht kandidiert |
| Die Grünen      | 0200                          | 07                            | 01                            | 0186                          | 05                            | 01                            | 130           | 09            | 1             | nicht kandidiert | nicht kandidiert | nicht kandidiert | nicht kandidiert | nicht kandidiert | nicht kandidiert | nicht kandidiert | nicht kandidiert | nicht kandidiert |
| Wahlbeteiligung | 64 %                          | 64 %                          | 64 %                          | 81 %                          | 81 %                          | 81 %                          | 77 %          | 77 %          | 77 %          | 88 %             | 88 %             | 88 %             | 88 %             | 88 %             | 88 %             | 87 %             | 87 %             | 87 %             |

### Wappen
Der im politischen Bezirk Südoststeiermark gelegenen Gemeinde Bad Gleichenberg wurde mit Wirkung vom 30. Juni 2022 das Recht zur Führung eines Gemeindewappens mit folgender Beschreibung verliehen:
„In Gold über einem erniedrigten schwarzen, von drei silbernen Wellenfäden durchzogenen zweispitzigen Berg eine rote zweihenkelige römische Amphore, beseitet von je einem schwarzen, leicht geschwungenen und blau fruchtenden Schlehdornzweig.“

Wappen Bad Gleichenbergs und der Vorgängergemeinden
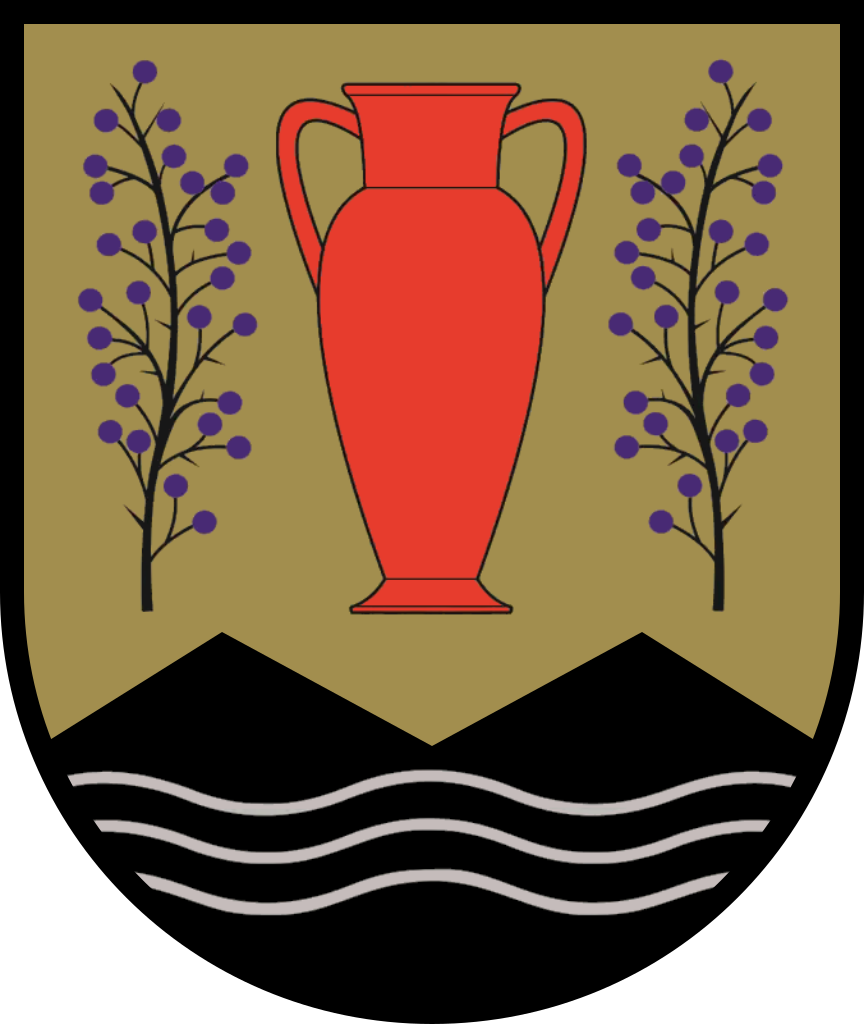
Heutiges Gemeindewappen
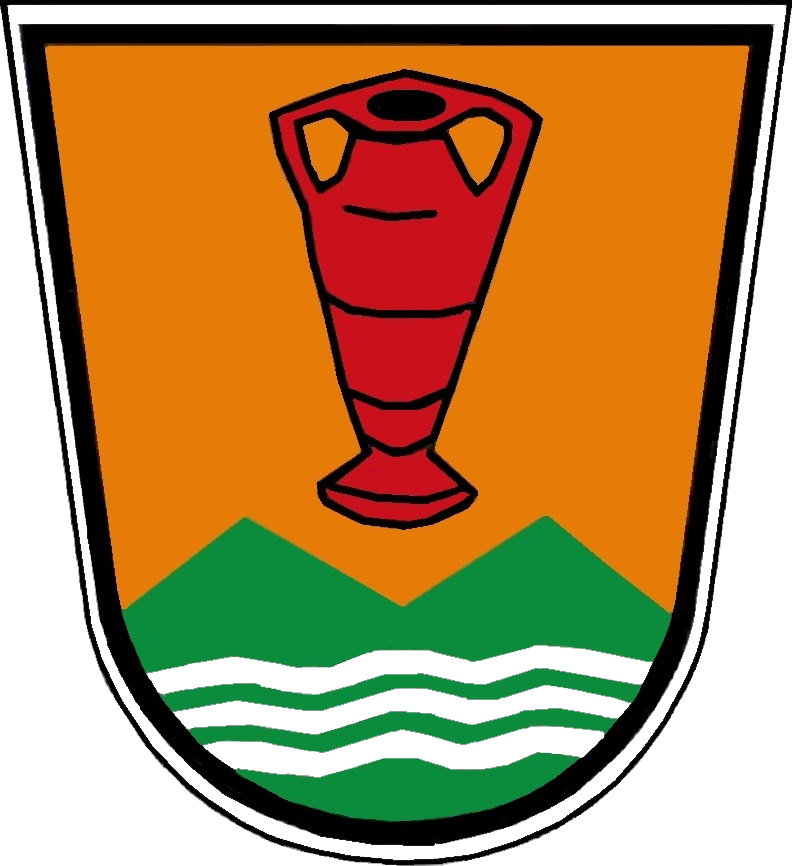
Bad Gleichenberg bis 2014
Bairisch Kölldorf
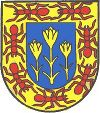
Merkendorf
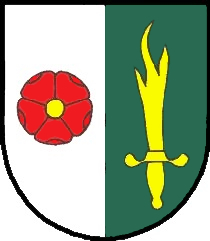
Trautmannsdorf

Die römische Amphore wurde vom bis 2014 gültigen Wappen der damaligen Gemeinde Bad Gleichenberg übernommen und weist auf die römerzeitliche Nutzung der Heilquellen hin. Die beiden Schlehdornzweige stehen für das Naturschutzgebiet im Trockenbiotop Steinbruch Klausen. Zudem wird der Schlehdorn (Prunus spinosa) von jeher für die Heilkunde, als Nahrungsmittel und für Getränke verwendet. Die beiden Berge im Schildfuß stellen den Gleichenberger Kogel und den Bschaidkogel dar, die drei silbernen Wellenfäden die Heilquellen Bad Gleichenbergs.

### Partnerstadt
Die Gemeinde Bad Gleichenberg hat seit 4. Juli 1986 eine Partnerschaft mit der bayerischen Stadt Röthenbach an der Pegnitz.

## Persönlichkeiten

### Ehrenbürger
- 1952: George C. Marshall (1880–1959), US-amerikanischer General und Staatsmann[14]
- 1969: Franz Wegart (1918–2009), Landesrat[15]
- 1973: Hermann Glückstein (1903–1987), Alt-Bürgermeister von Bad Gleichenberg[16]
- 1982: Josef Krainer (1930–2016), Landeshauptmann der Steiermark[17]

### Söhne und Töchter der Gemeinde
- Paul Gütl (1875–1944), Architekt
- August Hajduk (1880 – † nach 1918), Grafiker, Porträtmaler, Illustrator und Schriftgestalter
- Alfred Wickenburg (1885–1978), Maler und Grafiker
- Franz Gruber-Gleichenberg (1886–1940), Porträt-, Stillleben- und Landschaftsmaler
- Josef Gutmann (1889–1943), Politiker der CS
- Gernot Bock-Stieber (1892–1943), Regisseur, Drehbuchautor und Dokumentarfilmer
- Hans Waltersdorfer (* 1962), Komponist

### Mit dem Ort verbunden

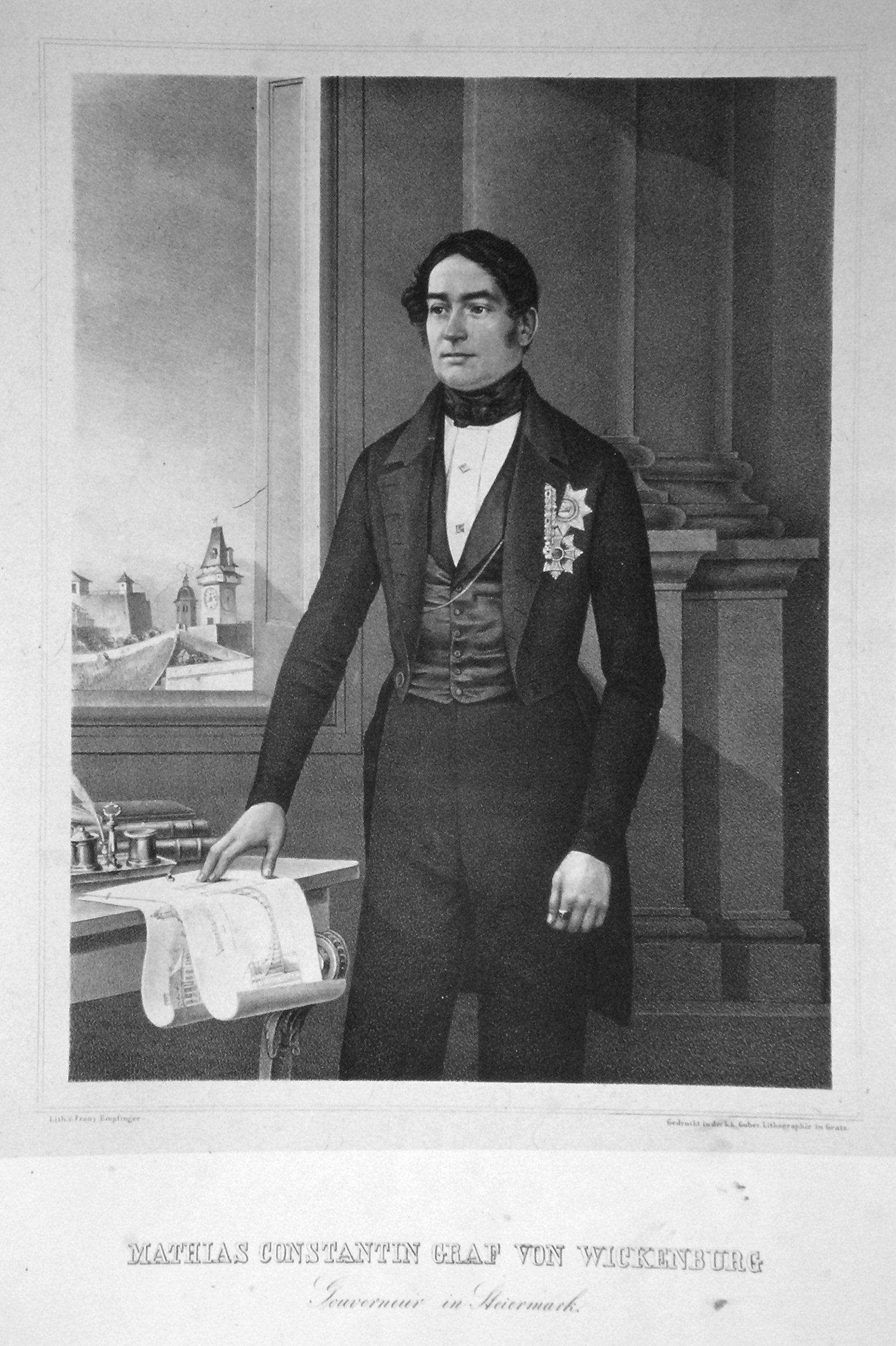
Matthias Constantin Capello von Wickenburg

- Anton Ausserer (1843–1889), österreichischer Naturforscher und Arachnologe, starb in Gleichenberg
- Ludwig Förster (1797–1863), Architekt, starb in Gleichenberg
- Beatrix Karl (* 1967), Politikerin der ÖVP, in Bad Gleichenberg aufgewachsen
- Eduard Kasparides (1858–1926), Maler, starb in Bad Gleichenberg
- Anton Kohl (1886–1967), Theaterdirektor in Bad Gleichenberg
- Josef Lengauer (1898–1966), Gewerkschafter und Politiker, starb in Bad Gleichenberg
- Ludwig Martinelli (1832–1913), Schauspieler und Regisseur, starb in Gleichenberg
- Johann Meixner (1819–1872), Bildhauer, starb in Gleichenberg
- Franz Nissel (1831–1893), Theaterautor, starb in Gleichenberg
- Engelbert Rückl (1888–1946), Politiker der SPÖ, starb in Bad Gleichenberg
- Matthias Constantin Capello von Wickenburg (1797–1880), Staatsmann, starb in Gleichenberg